# Wharf Cable Tower
La Wharf Cable Tower (chino: 有線電視大樓) es un rascacielos localizado en Tsuen Wan en Hong Kong que fue completado en 1993. El edificio más alto tiene 197 metros de altura y 41 plantas destinadas oficinas y espacio industrial. Anexo al lado sureste del edificio existe un ascensor de contenedor intermodales capaz de elevarlos 30 plantas de altura.